# Werner Ulrici
Franz Bernhard Heinrich Werner Ulrici (* 22. Oktober 1877 in Ohlau; † 31. Juli 1950 in Wiesbaden) war ein deutscher Verwaltungsjurist.

## Leben
Werner Ulrici war der Sohn eines Oberlandesgerichtsrats. Er studierte Rechtswissenschaft und legte am 18. November 1901 sein erstes und am 11. Mai 1907 sein zweites Staatsexamen ab. Danach war er bei den Landratsämtern der Kreise Ahrweiler und Homburg vor der Höhe tätig und wurde im Juli 1913 an die Regierung Wiesbaden versetzt, wo er am 1. Dezember 1915 Regierungsrat wurde. Ab dem 13. Februar 1918 war er kommissarischer, ab dem 7. Januar 1919 definitiv Landrat im Oberwesterwaldkreis. Am 5. September 1928 wurde er zum Oberregierungsrat befördert und an die Regierung Düsseldorf versetzt. Ab dem 29. November 1932 war er vertretungsweise, ab dem 5. Mai 1933 definitiv Landrat im Unterlahnkreis. Er stand in der Weimarer Republik der DVP nahe und wurde am 1. April 1932 Mitglied der NSDAP. Aus politischen Gründen wurde er auf Forderung der NSDAP am 9. Mai 1935 als Landrat abberufen und an die Regierung Lüneburg versetzt. Am 1. April 1936 wurde er in den Ruhestand versetzt.